# Nína Tryggvadóttir
Nína Tryggvadóttir, ursprungligen Jónína Tryggvadóttir, född 16 mars 1913 i Seyðisfjörður på Island, död 18 juni 1968 i New York, var en isländsk-amerikansk målare och grafiker.
Nína Tryggvadóttir utbildade sig först på Island, sedan vid Det Kongelige Danske Kunstakademi i Köpenhamn 1935–39 och därefter i Paris. Hon flyttade till New York 1942 och var elev till Fernand Léger vid Art Students League of New York. Senare målade hon i en koloristiskt rik, nonfigurativ stil, och utförde collage och glasmålningar. Hon gav också ut flera barnböcker med egna illustrationer.
Hon gifte sig 1949 med biologen och konstnären Alfred L. Copley (1910–92). Senare samma år, vid ett besök på Island, fick hon veta att hon inte var välkommen tillbaka till USA på grund av misstänkta kommunistsympatier. Hon slog sig ned på olika platser i Europa, under några år i Paris tillsammans med Copley och deras 1951 födda dotter. De kunde återvända till New York 1959.

## Eftermäle
Nedslagskratern Tryggvadóttir på planeten Merkurius är uppkallad efter henne.